# 戈爾洛夫卡
霍尔利夫卡（羅馬化：Horlivka，發音：[ɣorʎiu̯ka] ⓘ），或按俄語譯為戈尔洛夫卡（羅馬化：Gorlovka，發音：[ˈɡorləfkə]），是乌克兰東部頓涅茨克州霍尔利夫卡区霍尔利夫卡市镇内的城市，为该区及该市镇的行政中心；事实上由俄罗斯佔領，俄方區劃為頓涅茨克人民共和國的直辖市。該市距離首都基輔776公里，始建於1779年，面積422平方公里，海拔高度272米，2022年人口数量为239,828人。

## 历史
2014年4月下旬，该市被頓巴斯親俄武裝占领。
2019月12月29日，乌克兰政府与顿巴斯亲俄武装在该市附近交换在押人员。亲俄武装向乌政府移交了81名在押人员，乌政府向亲俄武装移交了120人。其中76名在押人员乘坐飞机抵达鲍里斯皮尔国际机场，另有5名被释放人员选择继续留在亲俄武装控制的地区与家人团聚。被释放的76人中有12人是军人，其余64人是平民。
2023年12月12日，乌克兰总统泽连斯基在社交媒体上发布视频称，第24機械化旅已经夺回了该市境内的一处矿渣堆。
12月25日，由俄罗斯任命的该市市长称，乌军对该市发动了导弹袭击。此次袭击摧毁了一座购物中心和其它几座建筑物，造成一人死亡、六人受伤。

## 当地名人
- 尤里·博伊科：乌克兰政治人物，生活與和平平台的党首与创始人。
- 尼古拉·卡普斯京：前苏联至俄罗斯时期作曲家与钢琴家。
- 鲁斯兰·波诺马廖夫：乌克兰国际象棋棋手，前国际象棋世界冠军。
- 谢尔盖·列布罗夫：前乌克兰足球运动员，现任烏克蘭國家足球隊主教练。
- 阿尔卡季·舍甫琴科：前苏联外交官，曾任联合国副秘书长。
- 亞歷山大·沃爾科夫：苏联及俄罗斯宇航员。
- 亚历山大·扎夏季科：苏联共产党中央委员会委员，曾任苏联部长会议副主席、煤炭工业部部长。

## 图集

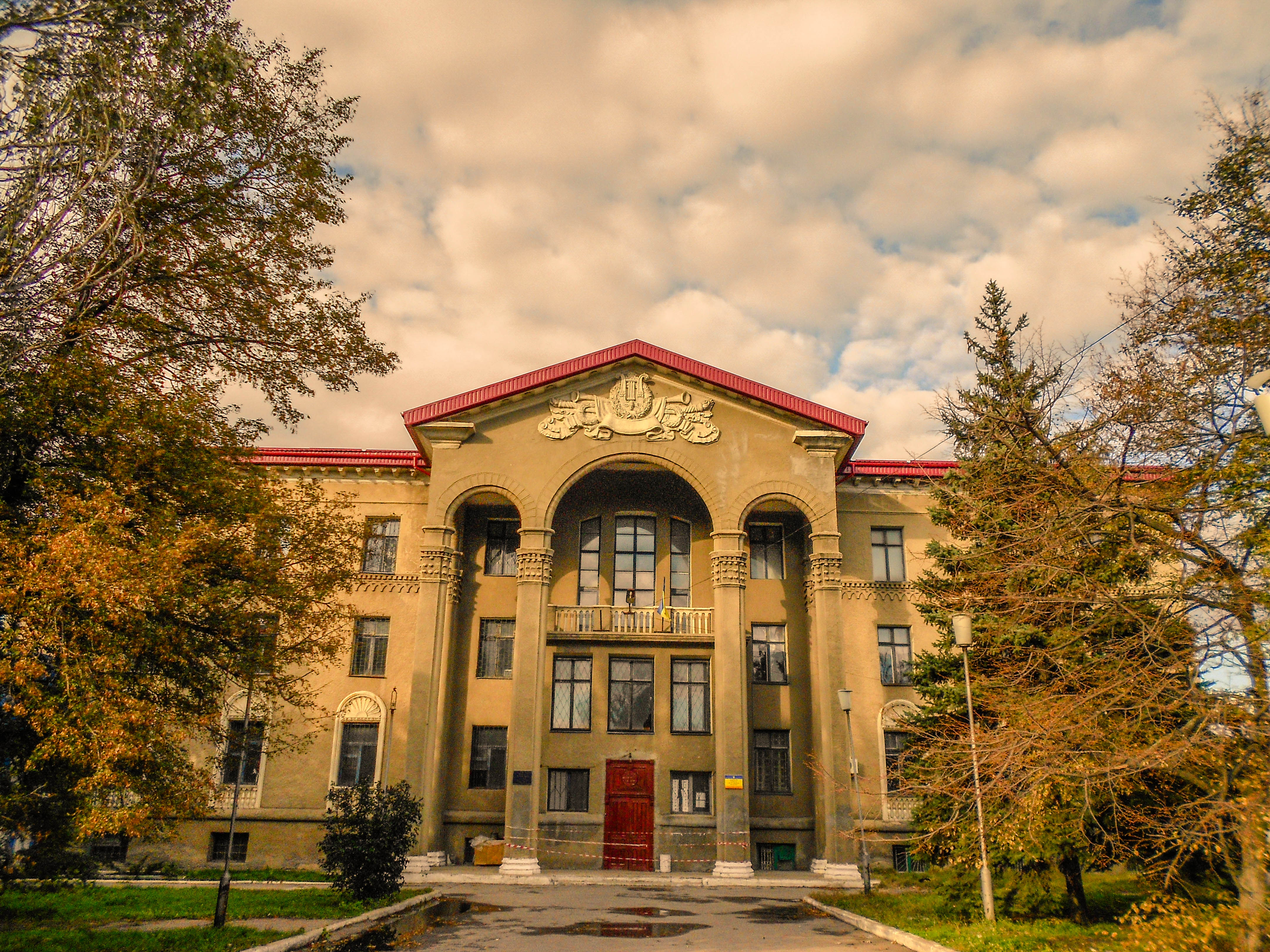
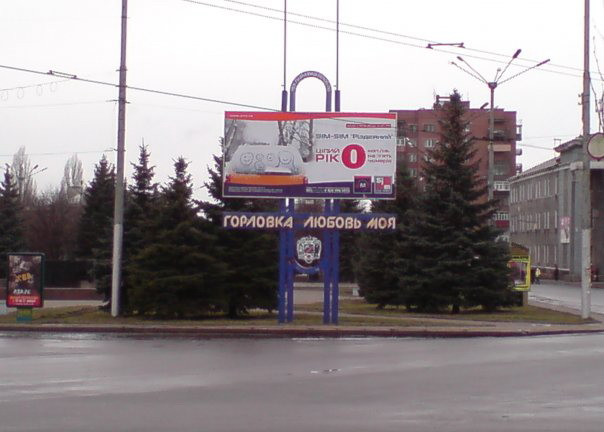
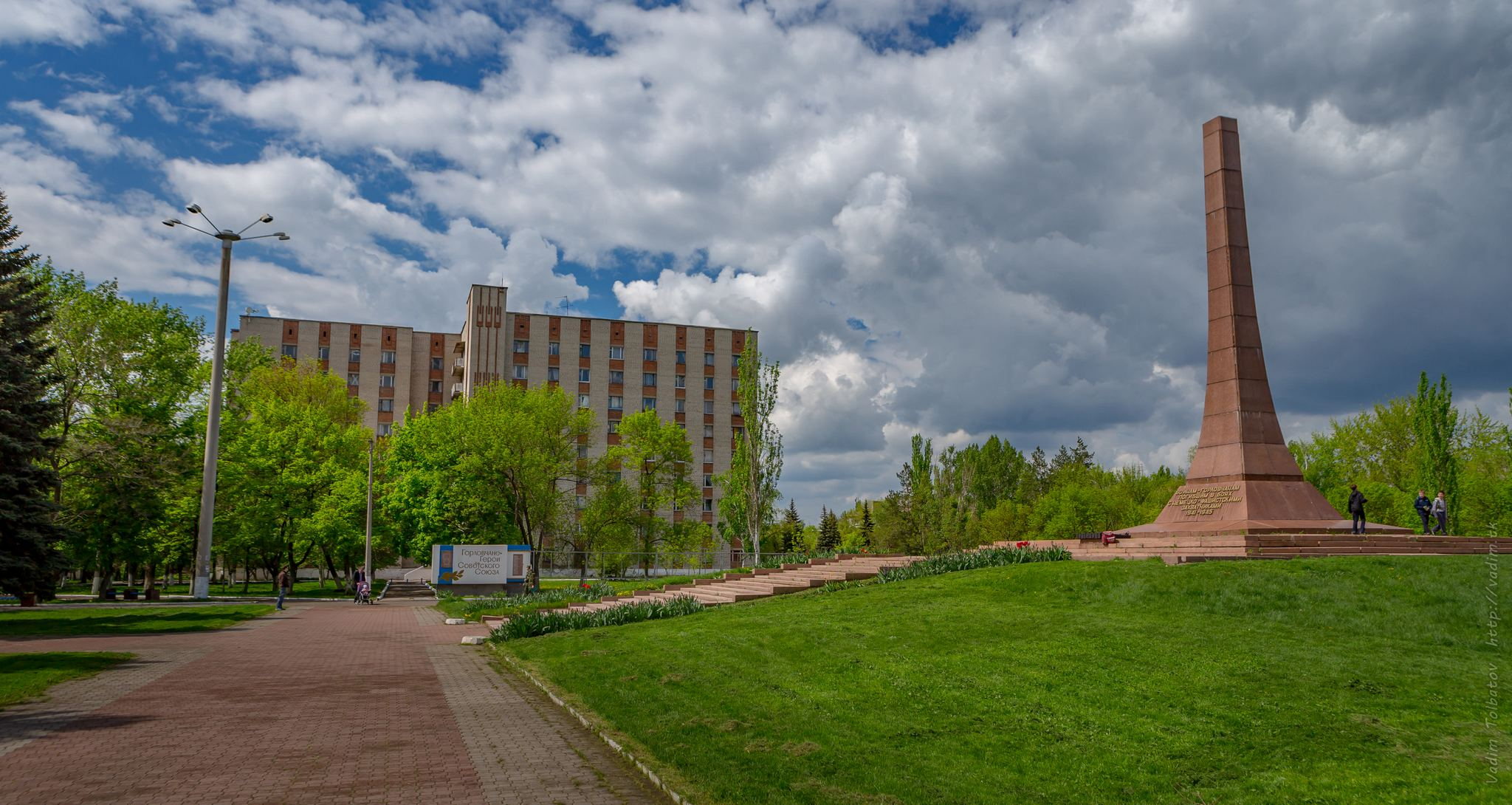
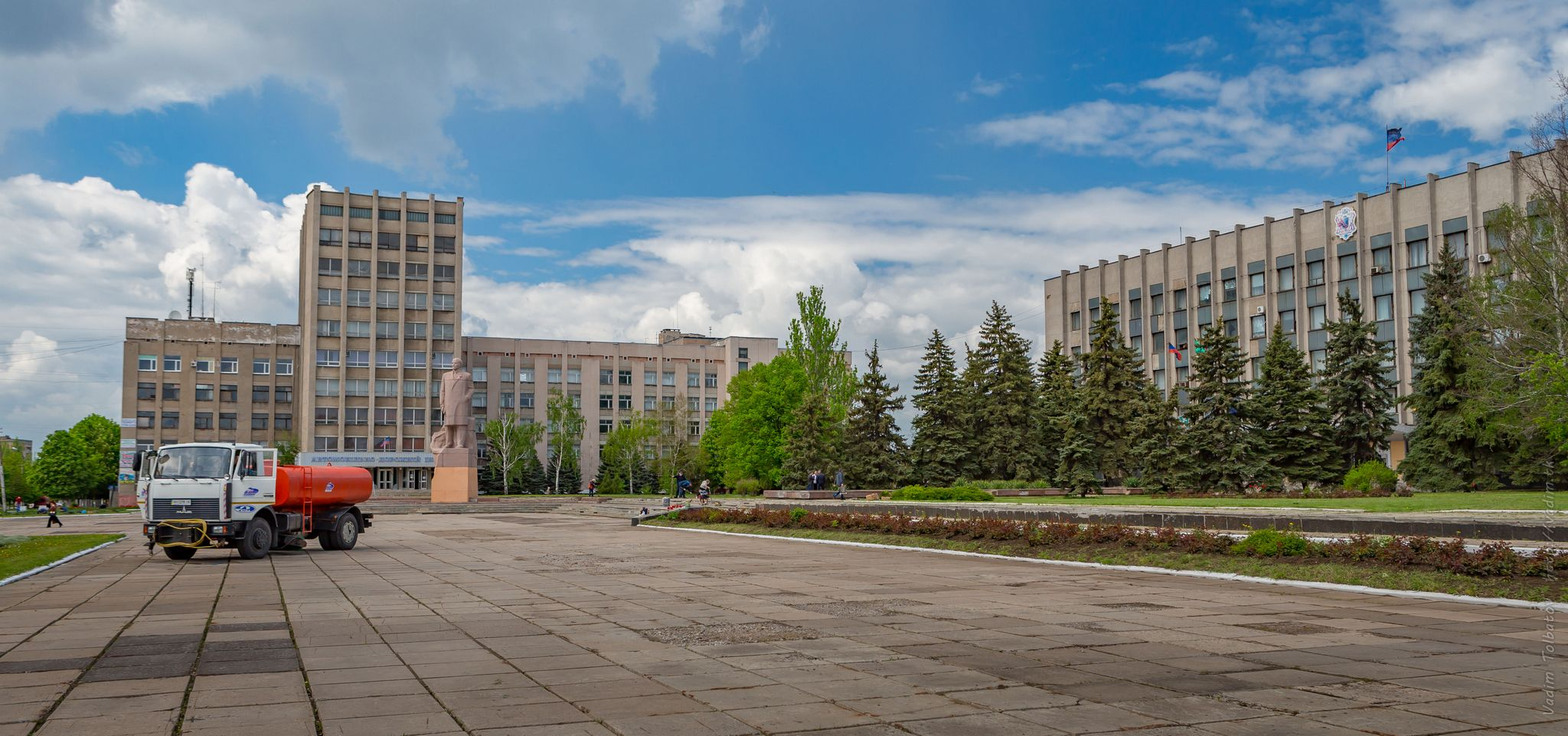
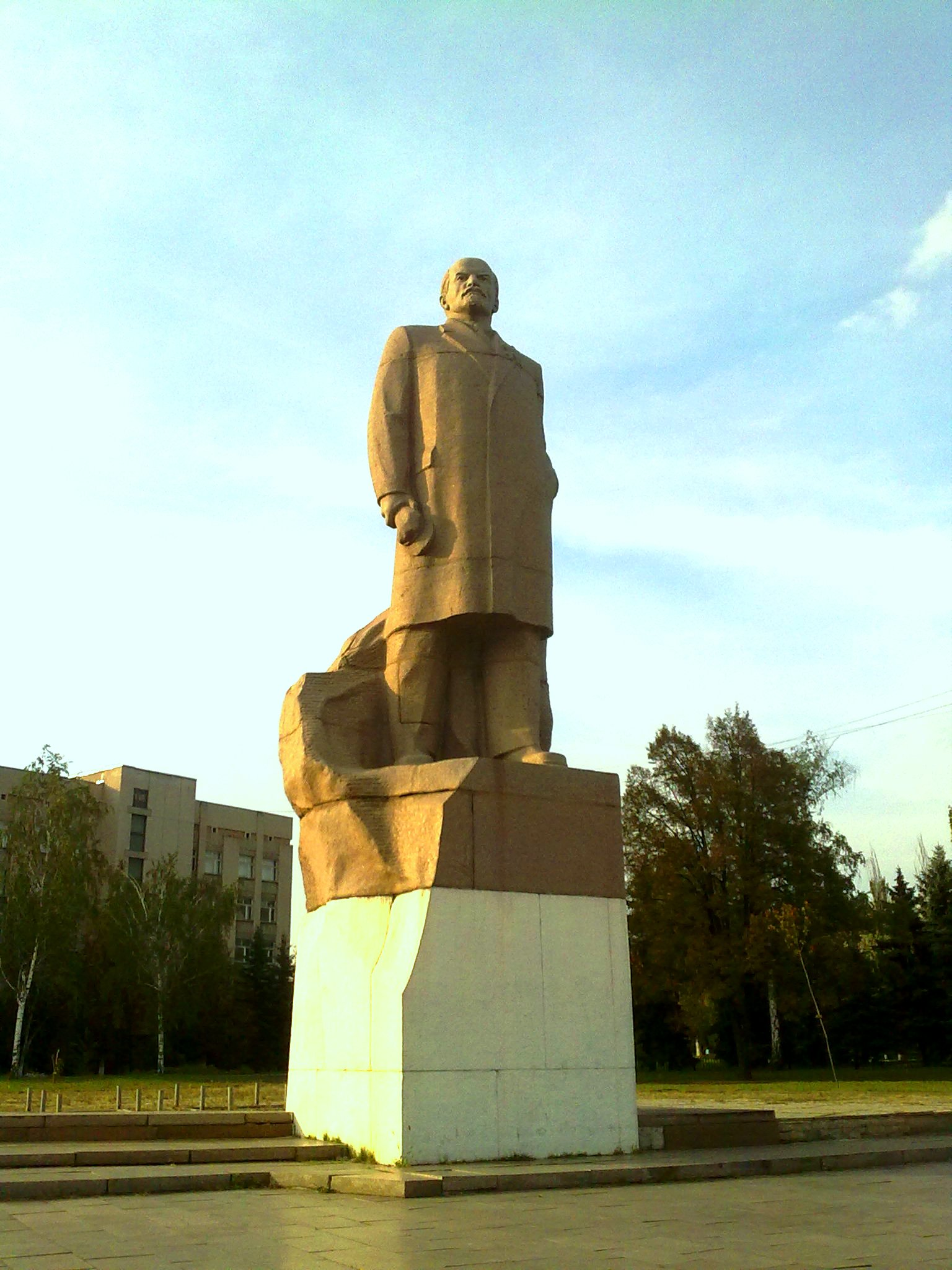
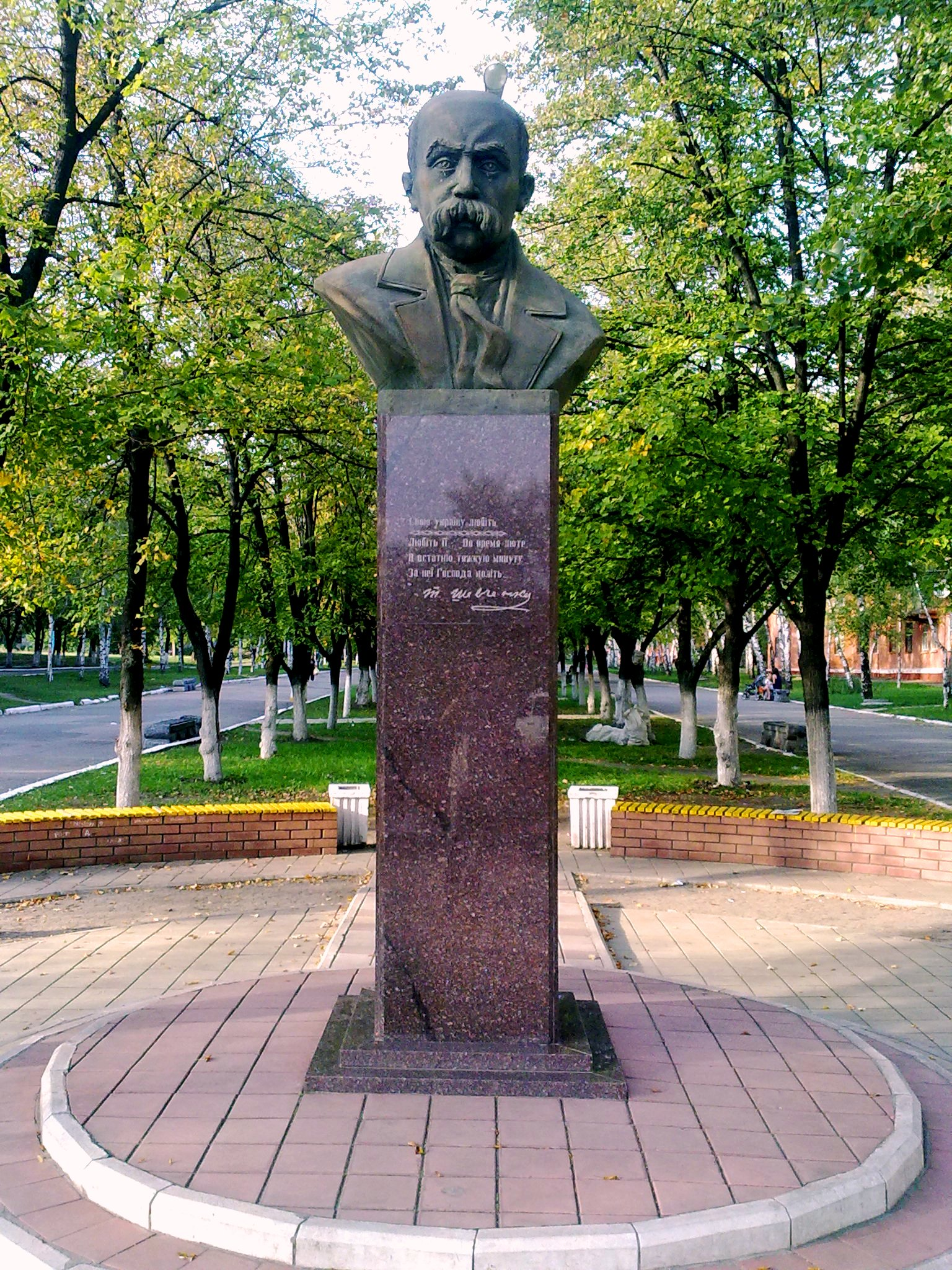
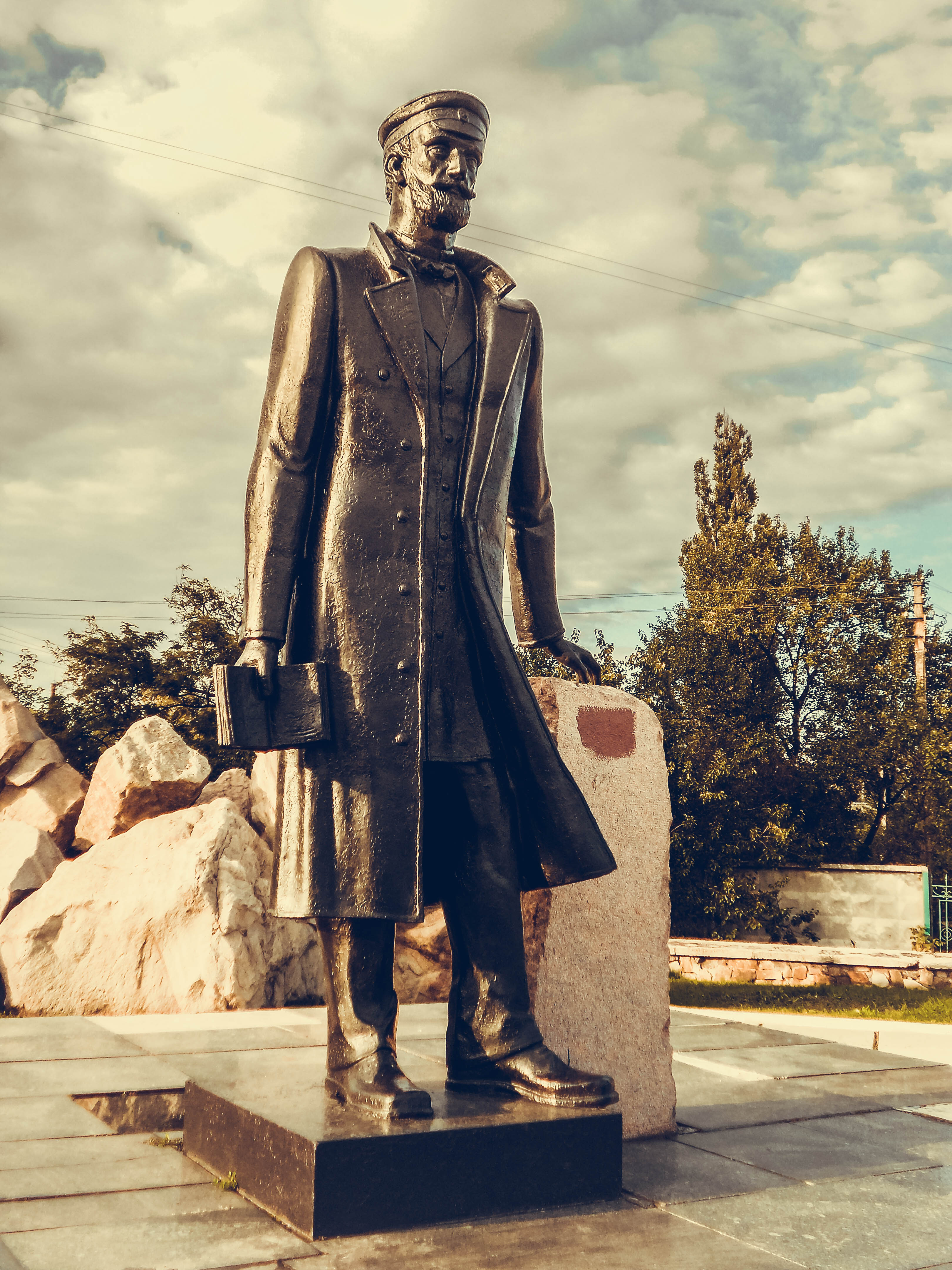
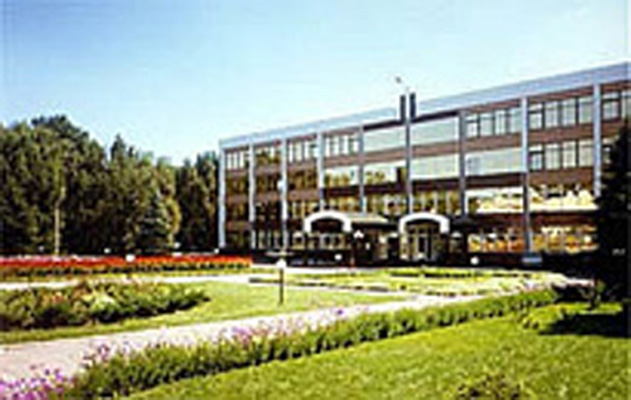